# Engaño de Zeus

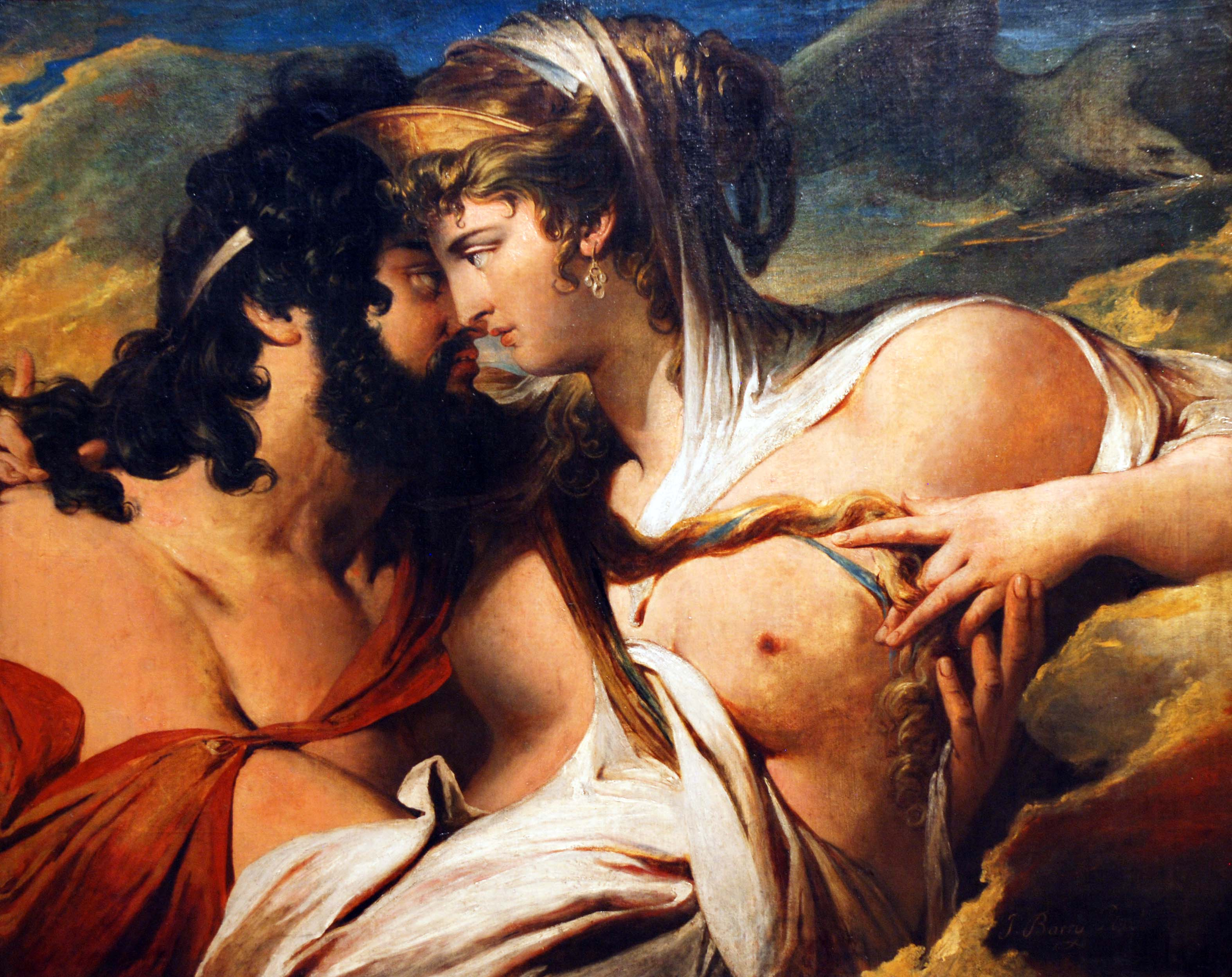
Júpiter y Juno en el monte Ida por James Barry, 1773 (City Art Galleries, Sheffield).

El Engaño de Zeus el cronida (en griego Dios apate) es el nombre dado por los editores antiguos a una sección del Libro XIV (líneas 153–353) de la Ilíada de Homero que difiere del resto del libro. En este episodio, Hera urde primero una excusa para abandonar a su marido Zeus, engañándolo al contarle que va «a los confines de la fértil tierra, a ver a Océano, padre de los dioses, y a la madre Tetis». Pero en lugar de ello Hera se embellece con la ayuda de Afrodita para seducir a Zeus. En el clímax del episodio, Zeus y Hera mantienen relaciones ocultos en una nube dorada en la cima del monte Ida. Al distraer así a Zeus, Hera logra que los griegos recuperen la delantera en la guerra de Troya.
Las peculiaridades de este episodio ya fueron discutidas en la Antigüedad. Incluso los primeros comentaristas quedaron sorprendidos por la trama y sus implicaciones sobre la moralidad de los dioses. Un ejemplo de esta crítica moral se encuentra en La República de Platón.
Más tarde, cuando se puso de moda preguntarse si ciertos pasajes del texto conocido de la Ilíada fueron realmente escritos por Homero (véase «cuestión homérica»), se cuestionó la autenticidad del engaño de Zeus. Albrecht Dihle enumeró las características lingüísticas únicas de esta sección y «encontró tantas desviaciones del uso normal y tradicional de las fórmulas homéricas que concluyó que esta sección de la Ilíada no podía pertenecer a la fase de tradición oral, sino que fue una composición escrita.» Por el contrario, Richard Janko describe el episodio como «una audaz, brillante, elegante, sensual y sobre todo divertida ejecución virtuosa, en la que Homero hace alarde de su maestría sobre los otros tipos de composición épica en su repertorio». El debate sobre este asunto aún no se ha cerrado.
Walter Burkert halló que el pasaje «muestra la divinidad en un marco naturalista y cósmico que no es, por lo demás, una característica del antropomorfismo homérico», y lo enlazó con el arranque del Enuma Elish babilónico, donde Apsu y Tiamat, respectivamente las aguas dulce y salada, son la pareja primordial que «estaban mezclando sus aguas». Como Tetis y Océano, fueron suplantados por una generación de dioses posterior: Tetis no aparece más en los mitos griegos, ni tuvo un culto establecido.